# Ponte di Legno
Ponte di Legno je město v Itálii v provincii Brescia v Alpách. Blízkost strategických průsmyků byla zdrojem dlouhodobých a pestrých dějin a v kombinaci s nadmořskou výškou místu předurčila posici významného střediska zimních sportů. Město je nejstarší lyžařské středisko v Itálii.

## Geografie
Sídlo se nachází na soutoku zdrojnic řeky Oglio na samém konci mohutného údolí Val Camonica. Nadmořská výška města 1258 metrů je tak i zdrojovou nadmořskou výškou tohoto významného přítoku Pádu. Severní zdrojnice Torrente Frigidolfo pramení na rozvodí se řekou Adda z povodí Pádu a řekou Noce, která se jako přítok Adiže samostatně vlévá do Jadranu. Zdrojnice Torrente Narcanello pramení na rozvodí řeky Noce a řeky Sarca z povodí Pádu. S údolím Noce, zvaným Val di Sole, je město spojeno průsmykem Tonale, s údolím Addy, zvaným Valtellina, průsmykem Gavia. V průsmyku Gavia domovská provincie Brescia sousedí s provincií Sondrio, v průsmyku Tonale s provincií Trento. Město je obklopeno horami často přesahujícími nadmořskou výšku 3 000 metrů. Charakteristickým horským útvarem je na jihozápadě Corno Pornina (2812 m n. m.). Klima v Ponte di Legno se vyznačuje dlouhými, chladnými a zasněženými zimami a krátkými chladnými léty s přívalovými srážkami. Minimální naměřená teplota je -31,5 °C, maximální 27 °C.

## Původ názvu
Ponte di Legno, v překladu Most ze dřeva, je ideálním jménem města, které leží na třech tocích a je protkáno četnými mosty. Vývoj názvu však nebyl přímočarý a neměl nic společného se dřevem. Horní část údolí Oglia dostala již ve starověku název Dalanium. Od raného středověku nese oblast název Dalegno. Když kolem mostu pod průsmykem Tonale vyrostla první stavení, dostala osada název Ponte Dalegno, Most dalánský. Italizace zeměpisných názvů však časem pronikla i do názvu Dalegno a objevila v něm slovo legno-dřevo. Každopádně mezitím si výstavba města vyžádala množství dřevěných mostů a nové toponymum dostalo do vínku zdařilý popisný obsah.

## Historie
První osídlení v horní část údolí Val Camonica vzniklo jako pastýřská osada v místech dnešní vesnice Villa d'Allegno (nyní součást obce Temu). Později se ocitla v řadě římských vojenských posádek, střežících údolí a přilehlé průsmyky. Pokřesťanštění oblasti proběhlo v režii Langobardů a území se stalo majetkem kláštera San Salvatore v Brescii.  V roce 774 území přešlo do majetku benediktýnského kláštera svatého Martina v Marmoutier. Příslušná darovací listina Karla Velikého je prvním písemným dokladem s názvy Dalanias a Thonale.
Kolem Villy d'Allegno začaly vznikat nové osady i proti proudu Oglia. Osada kolem mostu dostala název Ponte. Kostel svatého Martina ve Villa d'Allegno získal kolem roku 1000 právo křtít a pohřbívat obyvatele horního údolí. Území měnilo často majitele, nicméně mírovou smlouvou z Lodi z roku 1454 se celé údolí Camonica stalo součástí Benátské republiky až do jejího zániku v roce 1797. V této době se do znaku města Ponte dostal benátský okřídlený lev. Období Serenissimy patřilo mezi období stabilní, nicméně se neobešlo bez hladomoru a epidemií. 16. století navíc bylo érou krutého protireformačního tmářství. V celém údolí probíhaly čarodějnickými procesy, opírajícími se o nutnost vymýcení ložiska čarodějnic v průsmyku Tonale. Majetek obětí pak připadal udavačům.

Hlavním zdrojem obživy byla pastva, menší pozemky v plošině mezi zdrojovými přítoky Oglia poskytovaly půdu pro nevýraznou úrodu luštěnin i obilnin. Řemeslo se vyvíjelo jen ve vztahu k zemědělství. Zpráva z roku 1610 uvádí v oblasti 11 mlýnů, 2 pily a 4 kovárny. Zpráva z 18. století podává informace o tom, že v roce 1764 zde žilo 987 obyvatel, ale počet mlýnů, pil a kováren se oproti roku 1610 nezměnil. Dále se dočteme, že z platných osob 170 pracovalo v zemědělství, 2 obchodovali, řemeslníků bylo 48 a poháněčů mul 18. Nebyli tam žádní výrobci zbraní ani povozníci. Zootechnický stav tvořila stovka tažných zvířat (mezci, muly, osli a pouze dva koně), 342 kusů jařmového skotu, 3 154 ovcí a 19 koz. Místní historik Bortolo Rizzi uvádí ve zprávě ze druhé poloviny 19. století, že území produkuje žito, pšenici, ječmen, má velké pastviny, které se rozprostírají na svazích hory, zarostlé lesy a vybavené domky pro úkryt dobytka. Dobytek pěstuje se ve velkém a v malém množství je také uváděno na trh. Většina z jeho 1870 obyvatel věnuje se chovu ovcí. Obchodují také s nasoleným masem, někteří pracují v koželužně a v osmi kovárnách na výrobu venkovského nářadí a řezných nástrojů. 

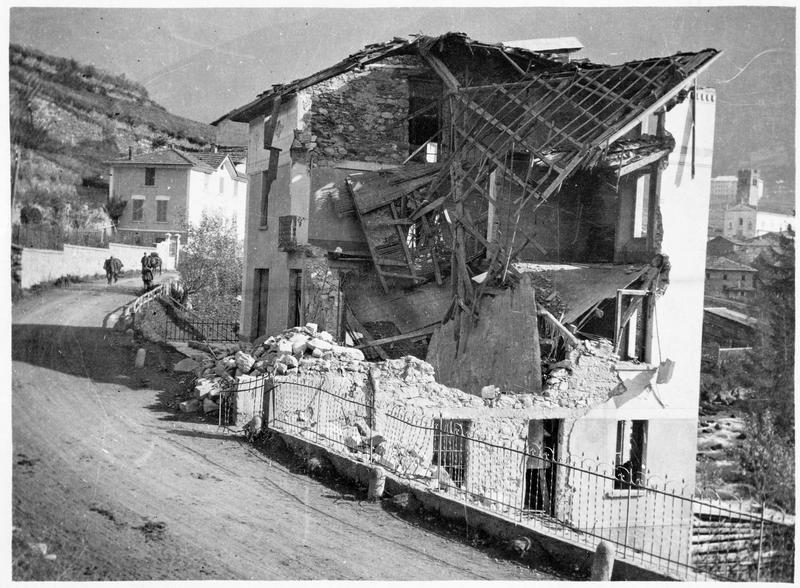
Po dělostřeleckém útoku v roce 1915
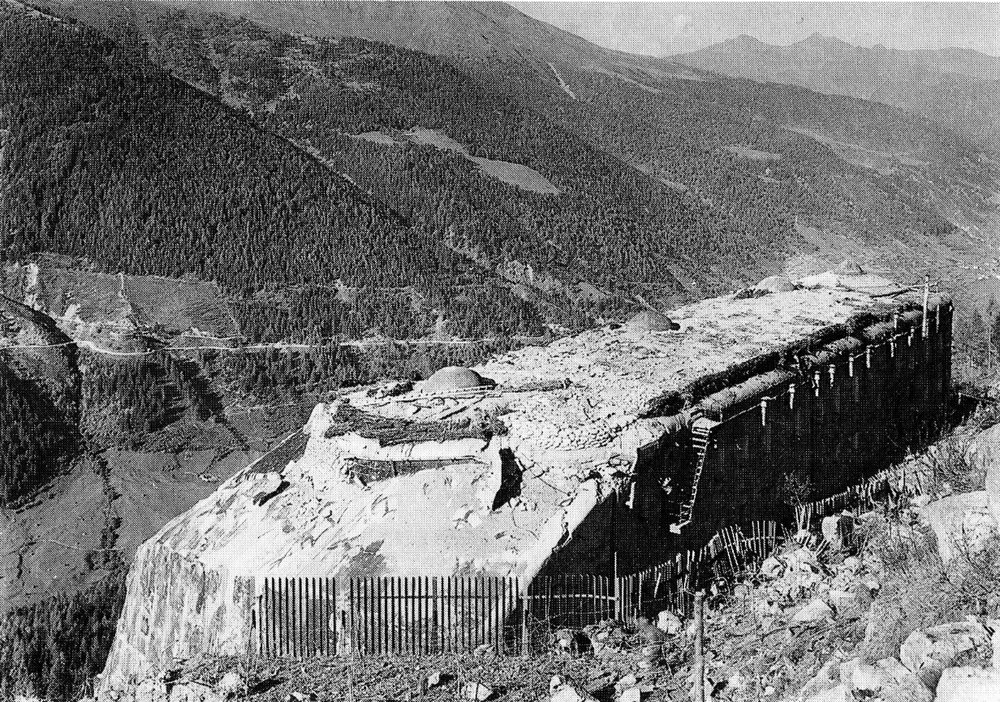
Rakouská pevnost v průsmyku Tonale
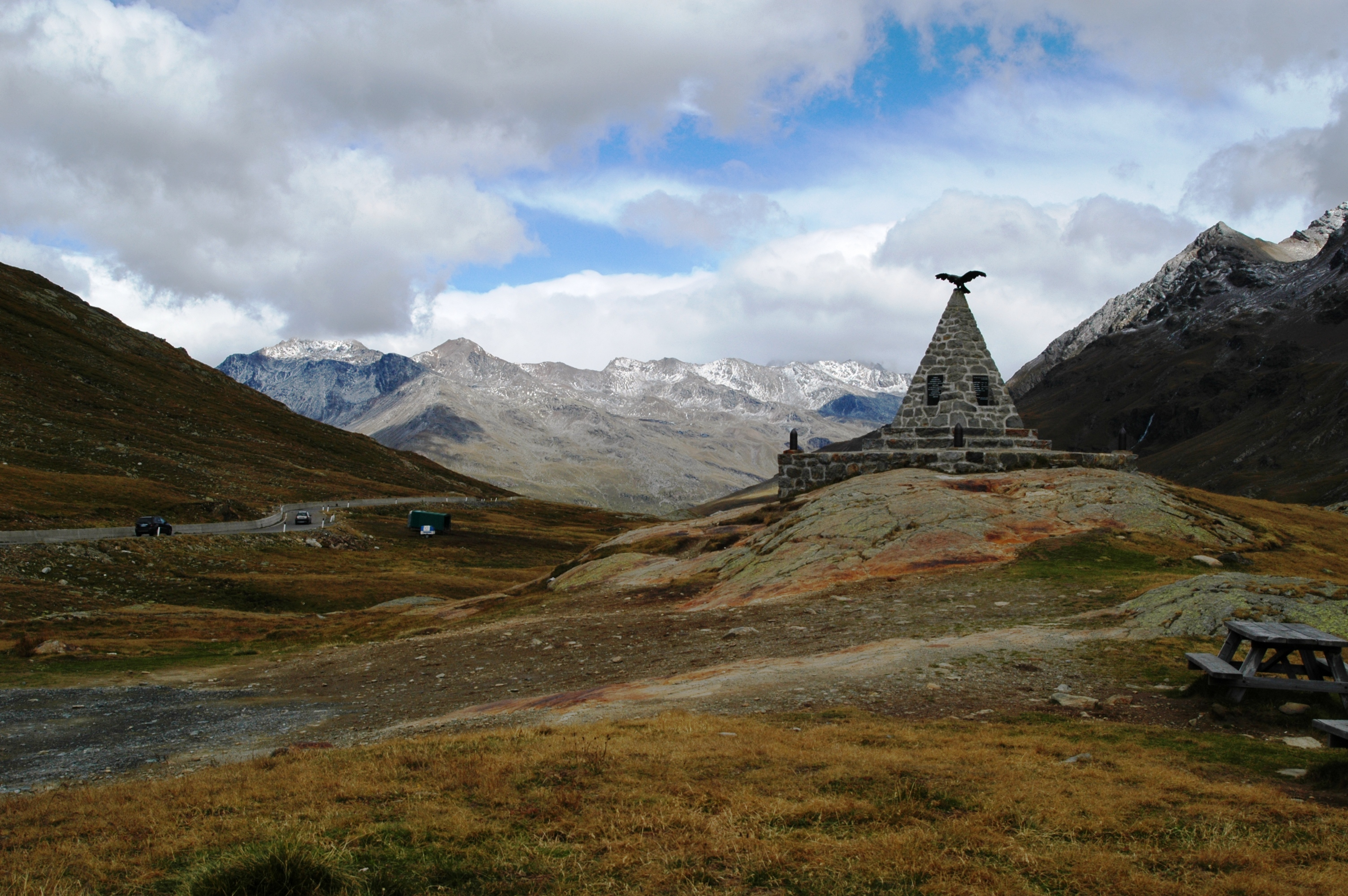
Památník válečným obětem v průsmyku Gavia
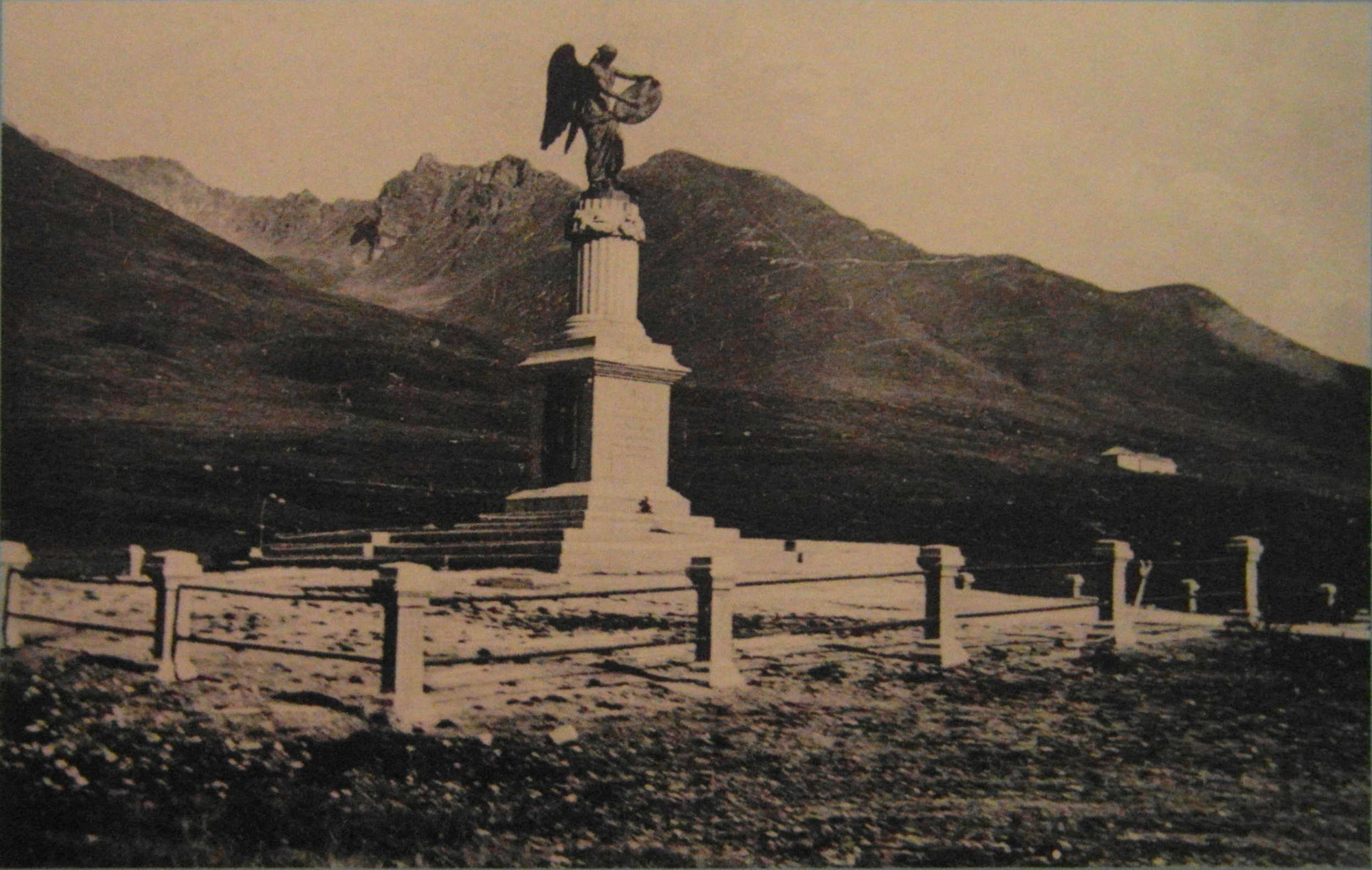
Památník válečným obětem v průsmyku Tonale
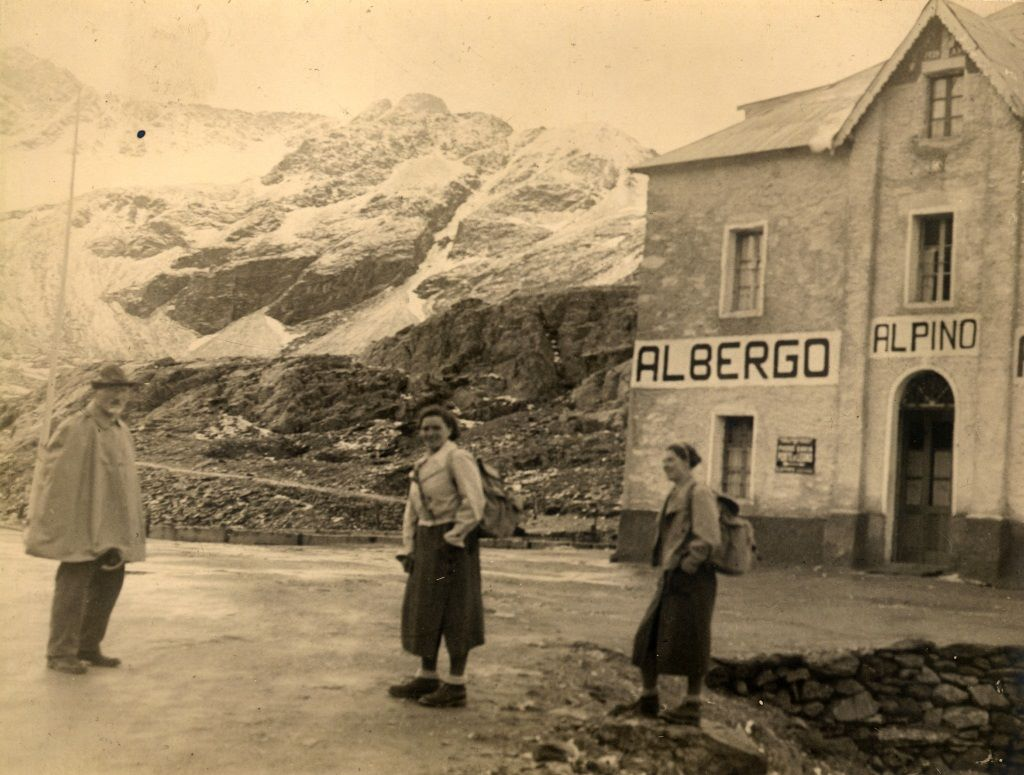
Hotel v průsmyku Gavia v roce 1934

Sousedství se strategickým průsmykem Tonale přineslo na území nekončící válečné útrapy ze střetů italských, francouzských, ruských a především rakouských vojsk. V první světové válce se Ponte di Legno stalo cílem dělostřelectva rakouských pevností v Passo Tonale. Veškerá civilní populace města byla časem evakuována, takže když se 27. září 1917 město zcela změnilo v trosky, nedošlo již ke ztrátám na životech. Obnova města byla slavnostně ukončena v roce 1922, a to za přítomnosti krále Viktora Emanuela III. Přesto meziválečné období bylo obdobím hladu, chudoby a emigrace. Lidské oběti přinesla i druhá světová válka. Obě války si v oblasti Ponte di Legno vyžádaly kolem tisíce obětí. Útrapy obyvatelstva definitivně ukončil rozvoj zimních sportů.

## Základní popis sídla
Administrativní celek Ponte di Legno zahrnuje území o rozloze 100 km2 a je druhou nejrozlehlejší obcí v provincii Brescia. Zahrnuje historické obce Poia, Zoanno, Precasaglio, které pronikají v oblasti soutoku do jediného celku a izolované a vzdálené osady Passo del Tonale, Gavia, Pezzo, Sant Apollonia a Case di Viso. Poslední dvě si zachovaly starobylé stavby hospodářské i církevní, zatímco centrální část byla jednotně vybudována po první světové válce již s ohledem na předpokládaný turistický rozvoj. Centrální náměstí Piazza 27.Settembre nese název data nejsilnějšího ostřelování za první světové války a nachází se na pravém břehu Frigidolfo. Tok řeky od náměstí směrem k soutoku je protkán dřevěnými můstky. Tato oblast je také základním turistickým středem města.

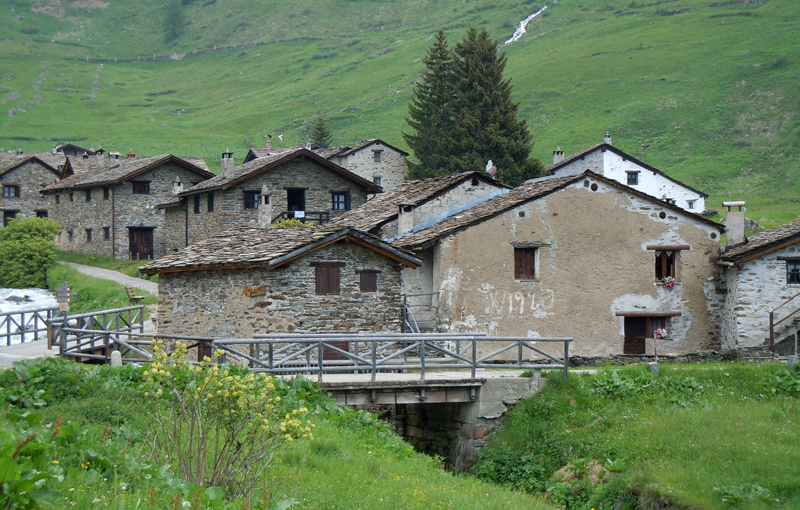
Původní vysokohorská architektura v Case di Viso
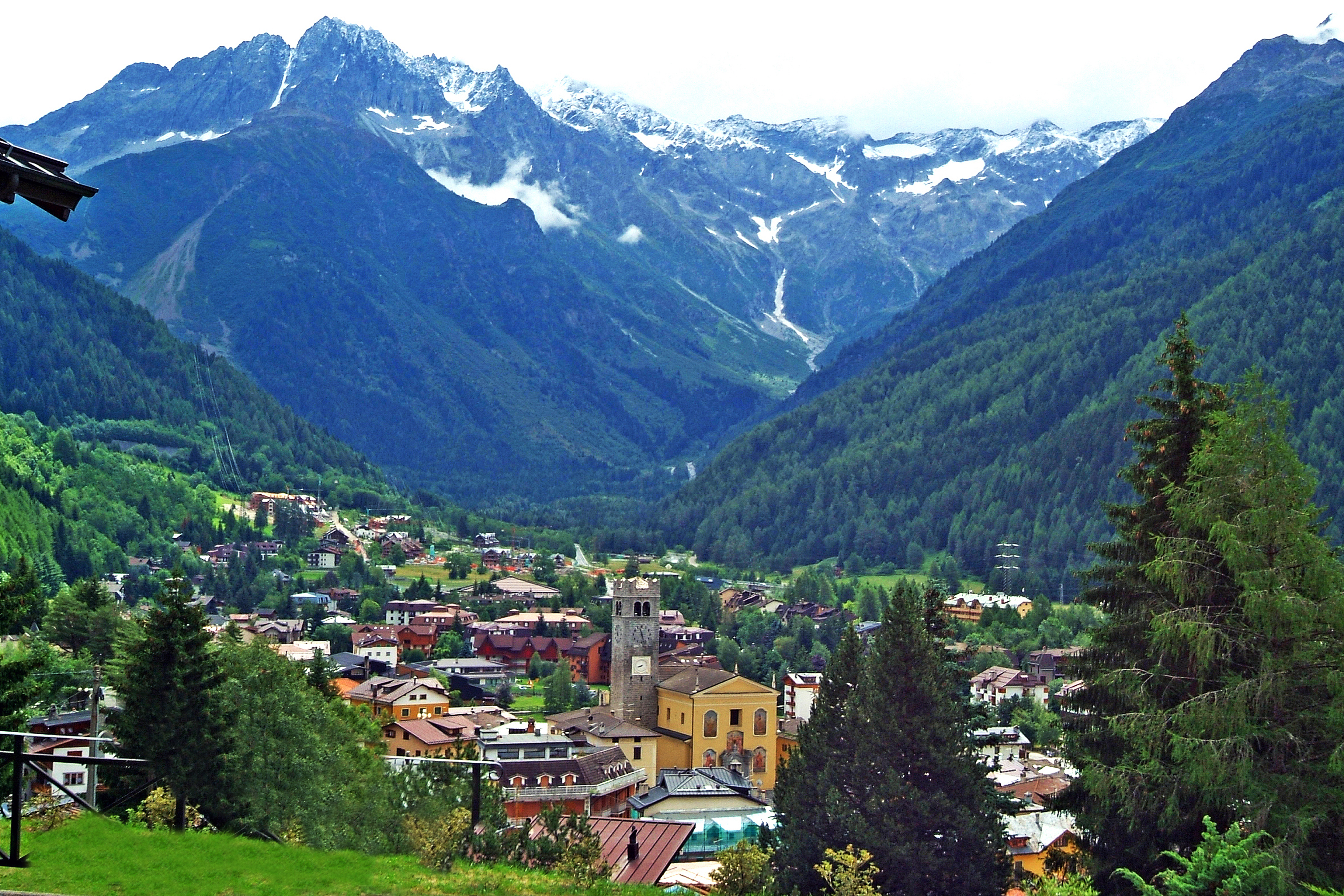
Pohled po proudu z údolí Torrente Frigidolfo
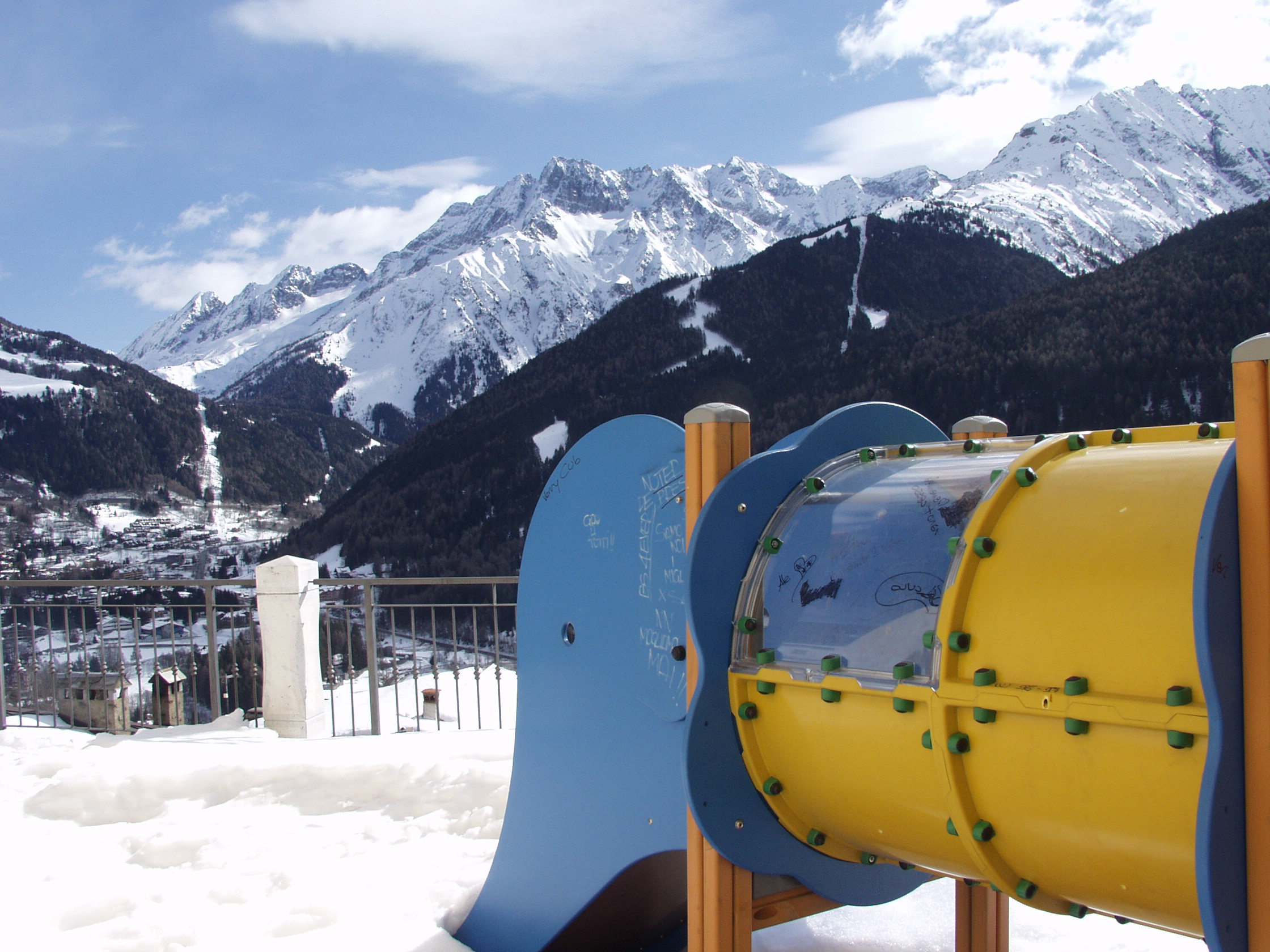
Pohled proti proudu z dětského koutku kostela sv. Martina
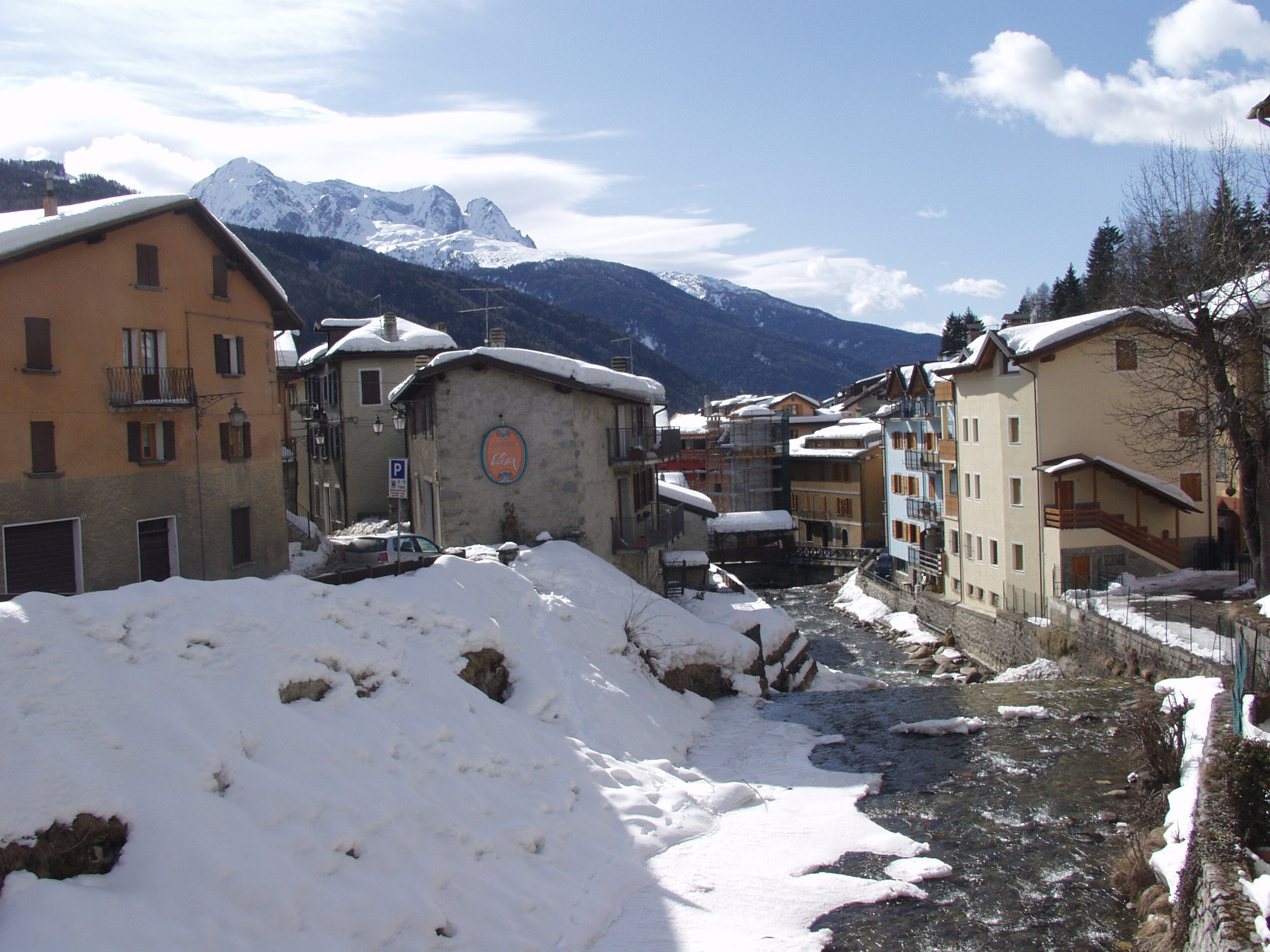
Pohled směrem ke Corno Pornina
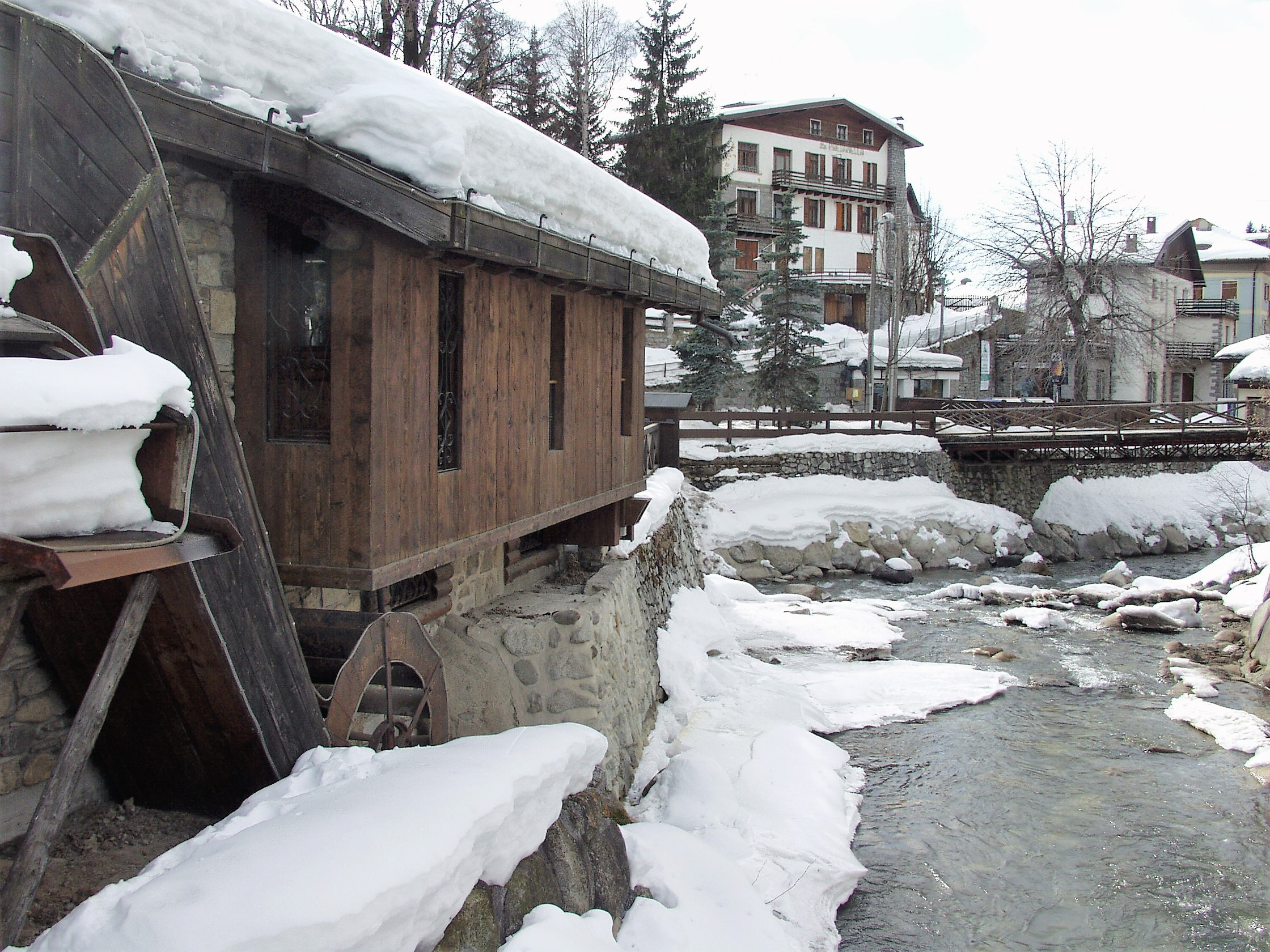
Vodní mlýn těsně nad soutokem
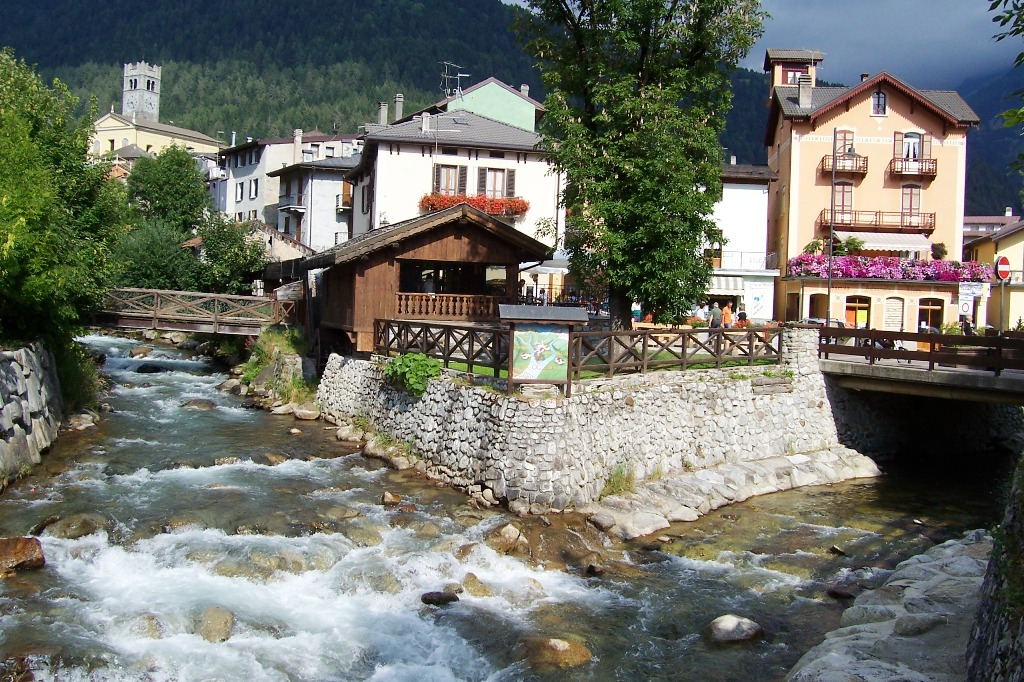
Zde vzniká řeka Oglio

### Významné stavby
Většina sídla byla postavena v jediném stylu při obnově válečných škod. Nad architekturou města ční hranaté věže kostela svatého Martina ve Villa d'Allegno a hlavního kostela Svaté Trojice v centru. Kostel Svaté Trojice byl postaven v 17. století a vysvěcen až v roce 1864. Byl poničen dělostřeleckými útoky a rekonstruován ve 20. letech 20. století. Starobylý kostel Chiesa di Sant'Apollonio z 11. století se nachází v části Pezzo nad městem. Kuriózní stavbou je Kaple Mrtvých ve čtvrti Zoanno, kde věřící hledají přímluvu u obětí morové epidemie ze 16. století. Hlavní výzdobou interiéru jsou zde prosklené vitríny s lebkami.
Hrádek na levém břehu Oglia se stal za Velké války kasárnami a byl zničen dělostřelectvem. Na jeho základech dal v roce 1922 hrabě De Zan postavit soukromé sídlo se vzhledem hradu s 580 metry dlouhými zdmi. Po druhé světové válce se hrádek zvaný Castelpoggio stal prostorem pro 21 apartmánů, jejichž hosty bývají političtí prominenti.

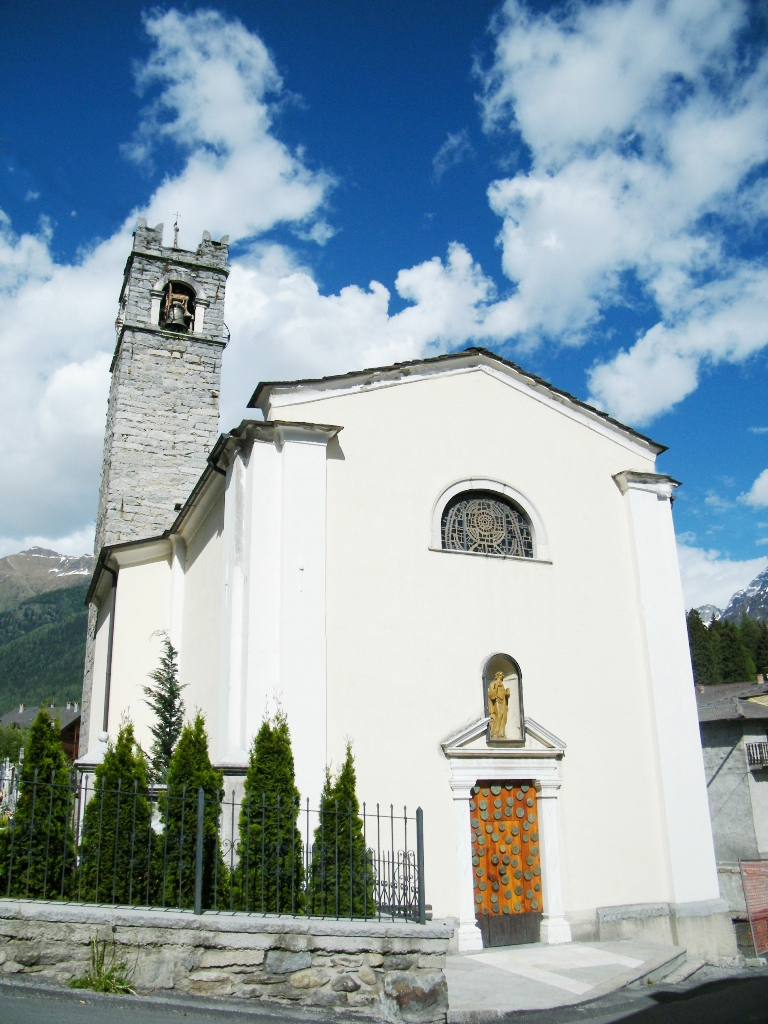
Kostel sv. Jakuba na břehu Oglia
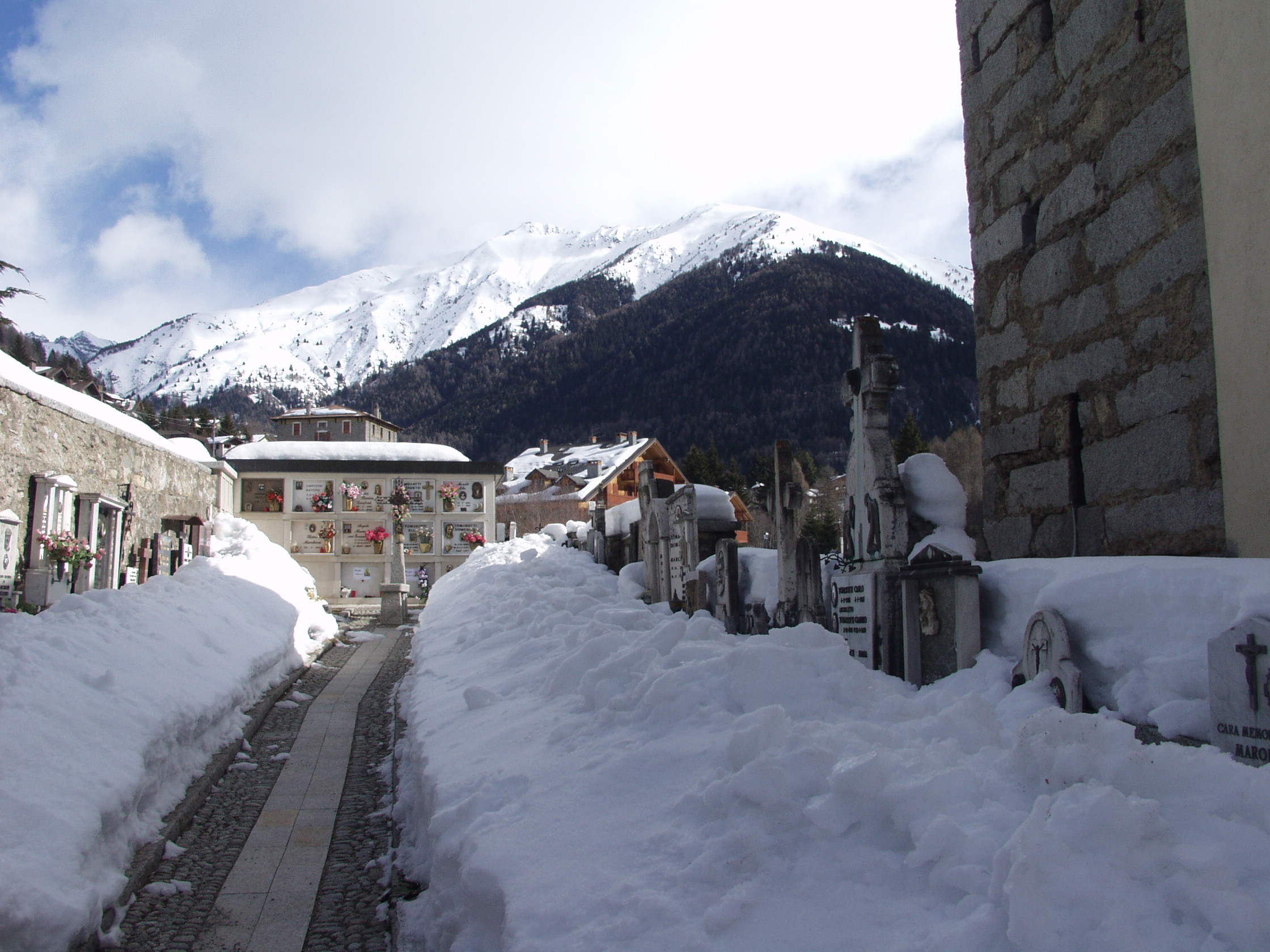
Hřbitov kostela sv. Jakuba
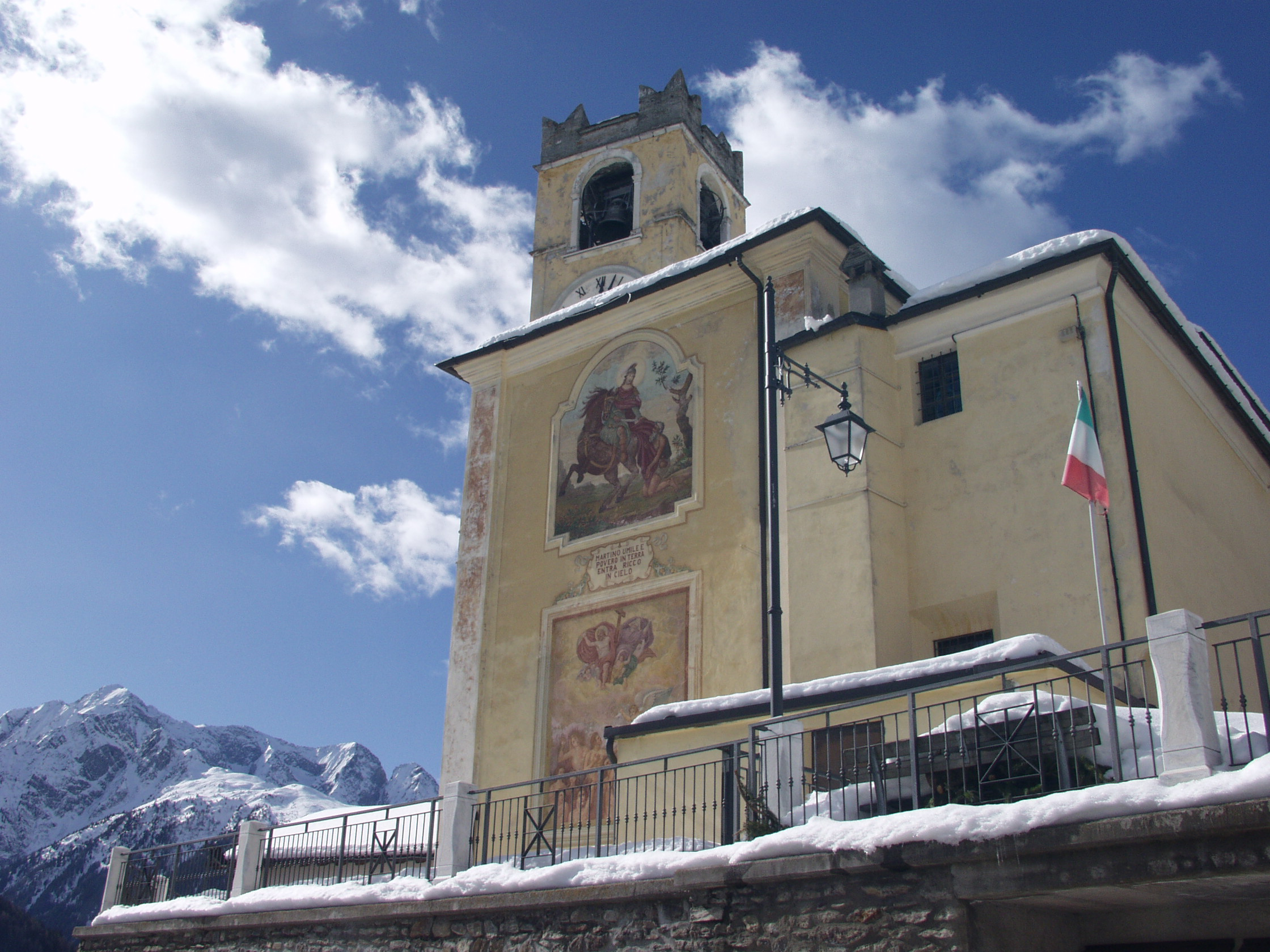
Kostel sv. Martina ve Villa Dalegno
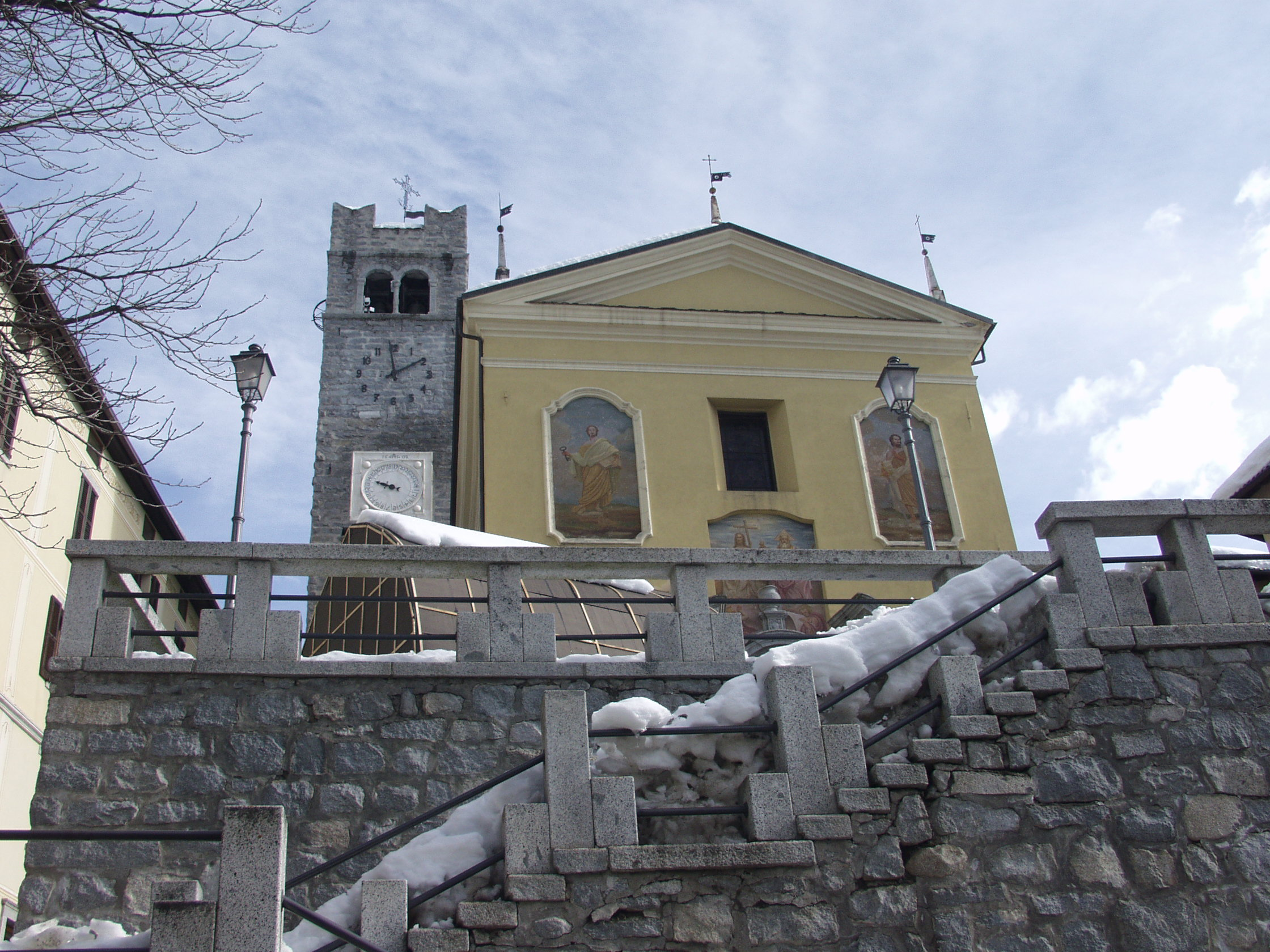
Kostel svaté Trojice ve středu města
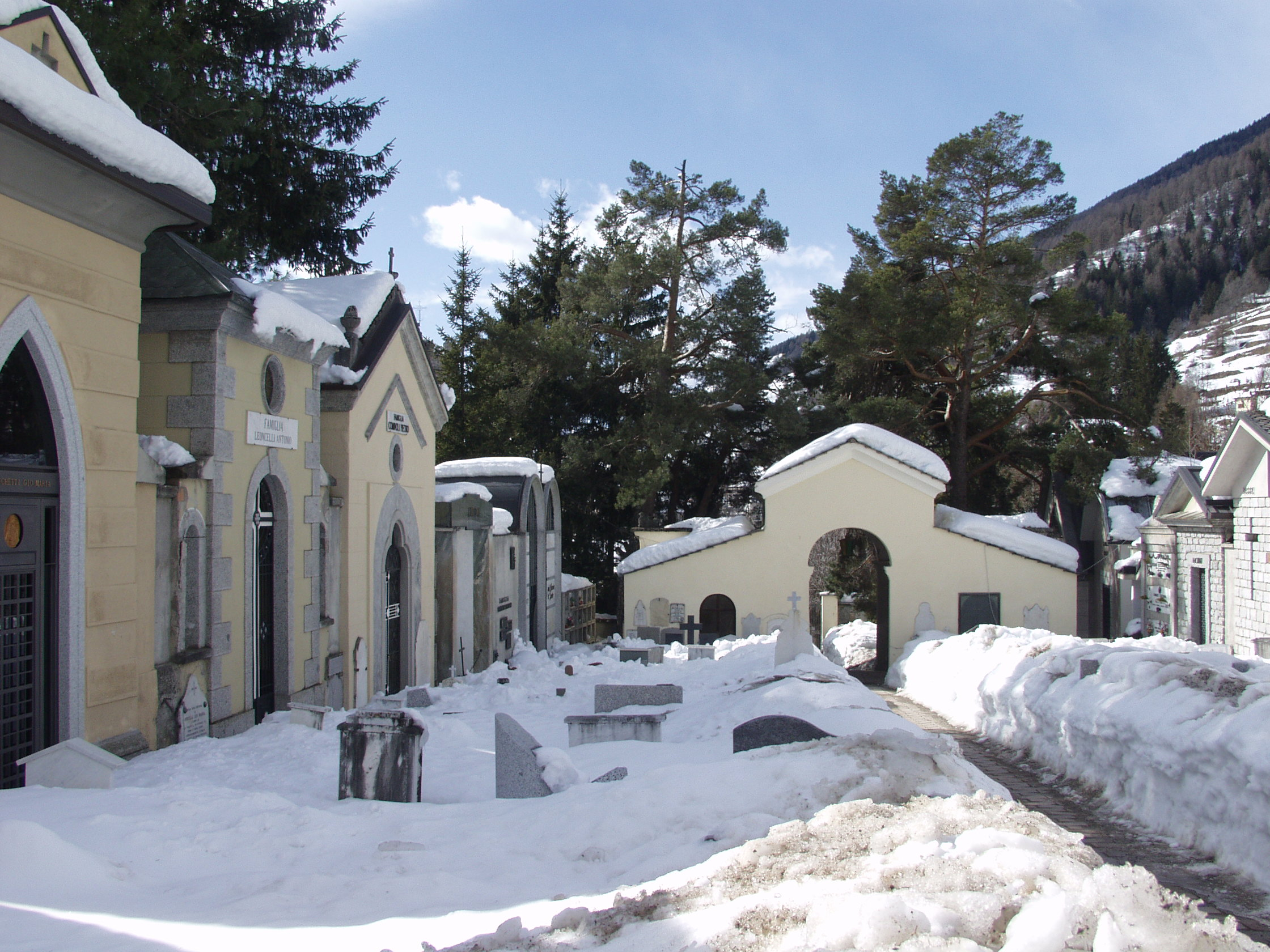
Hřbitov kostela svaté Trojice
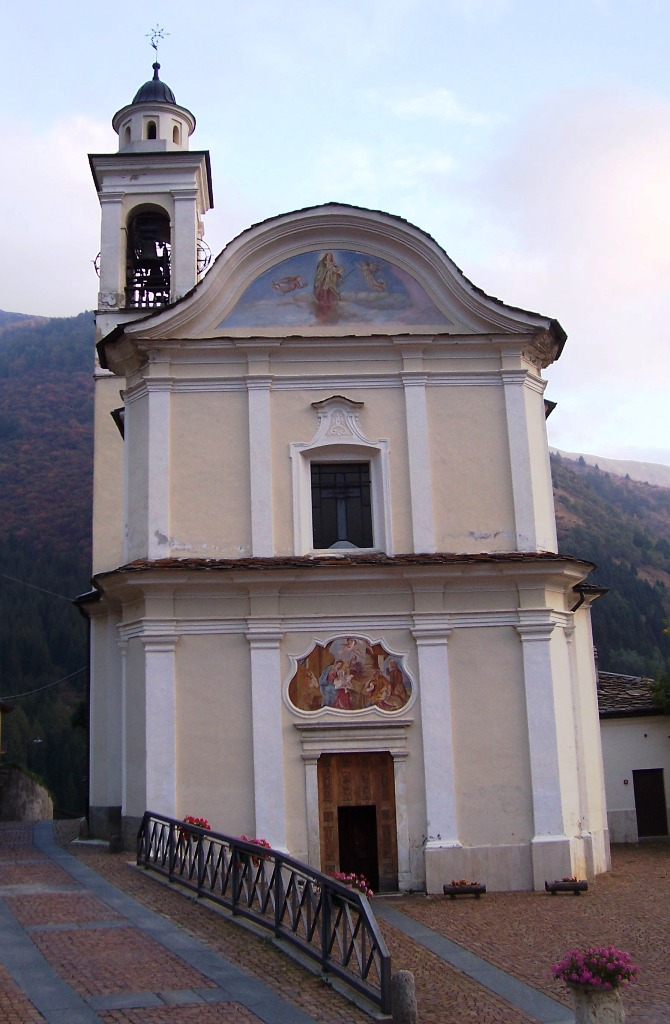
Kostel svaté Lucie v Pezzo
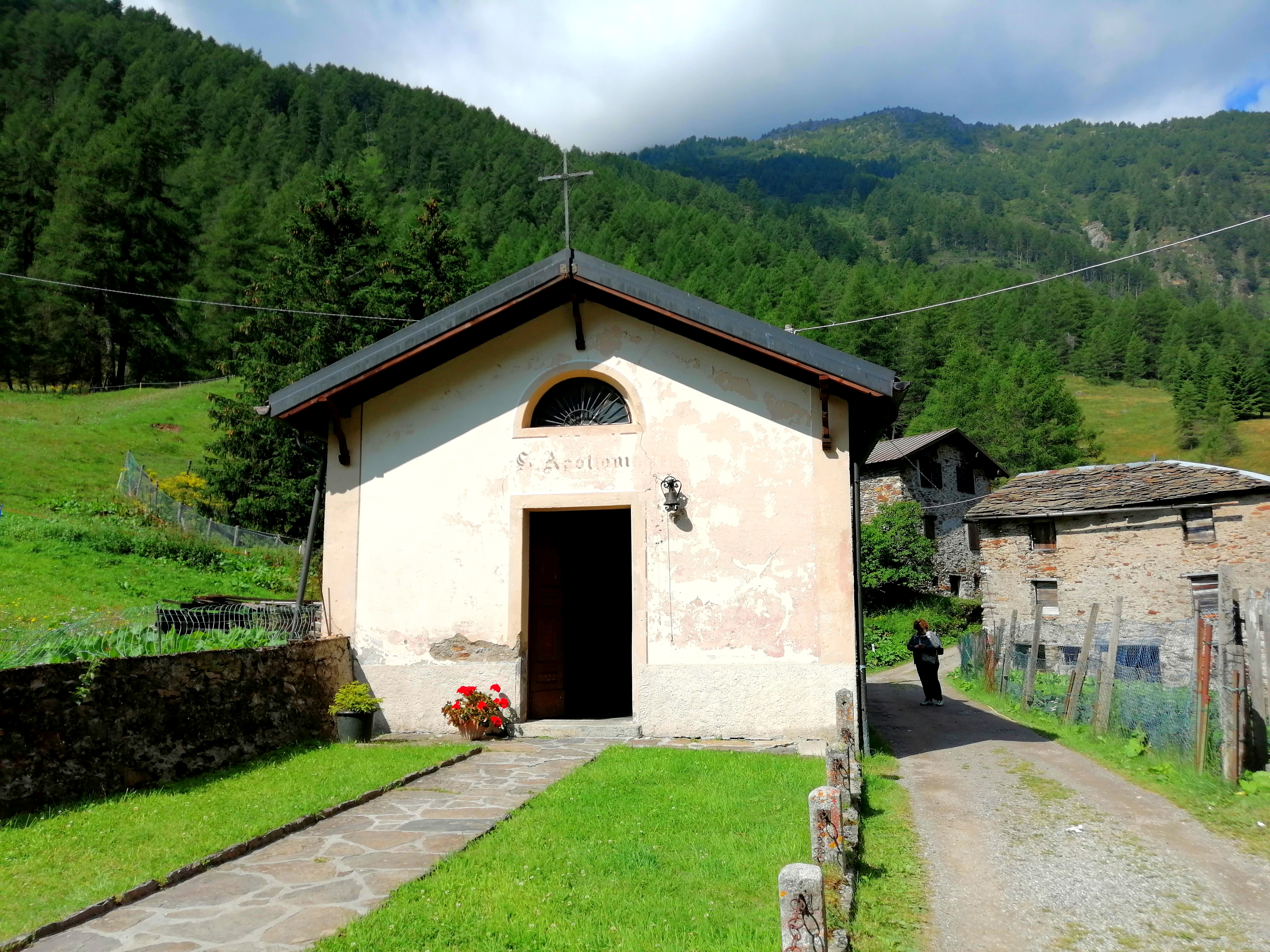
Kaple Sant'Apollonia
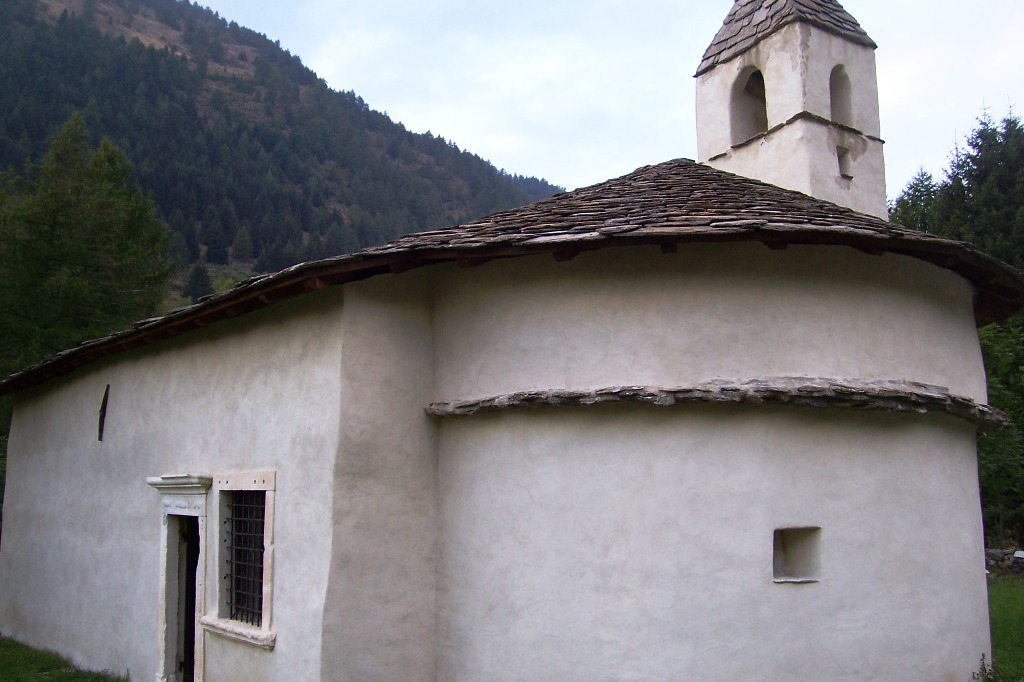
Kostel Sant'Apollonio v Pezzo
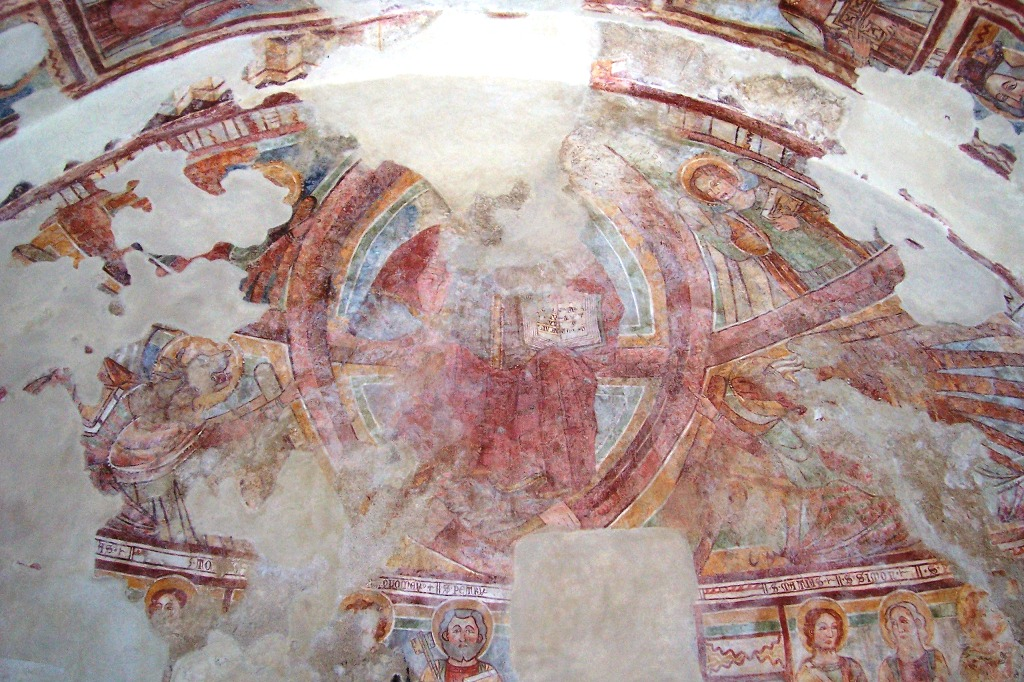
Fresky kostela v Pezzo
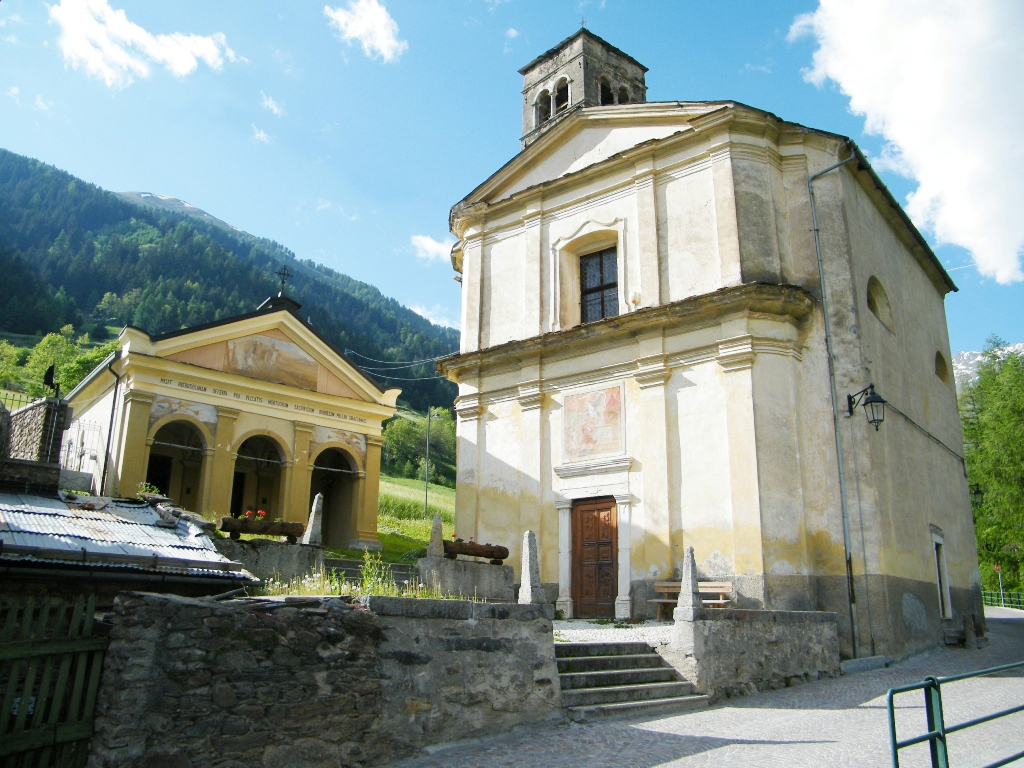
Kostel sv. Jana a Kaple Mrtvých v Zoanno
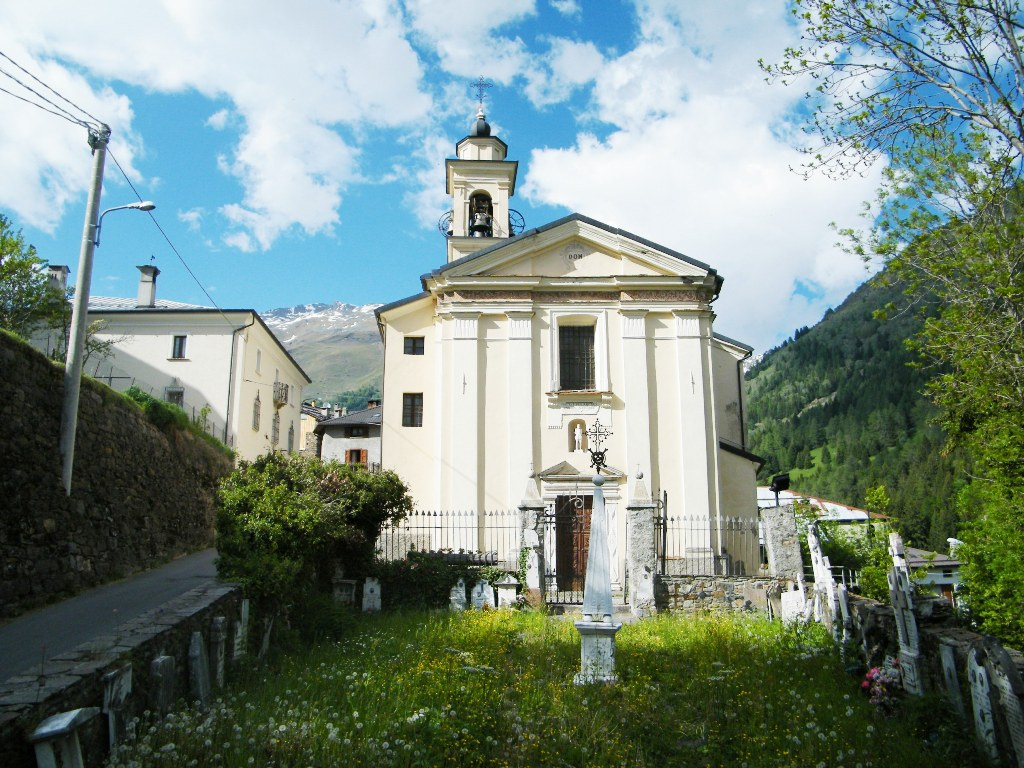
Kostel svatých Fabiána a Sebastiána
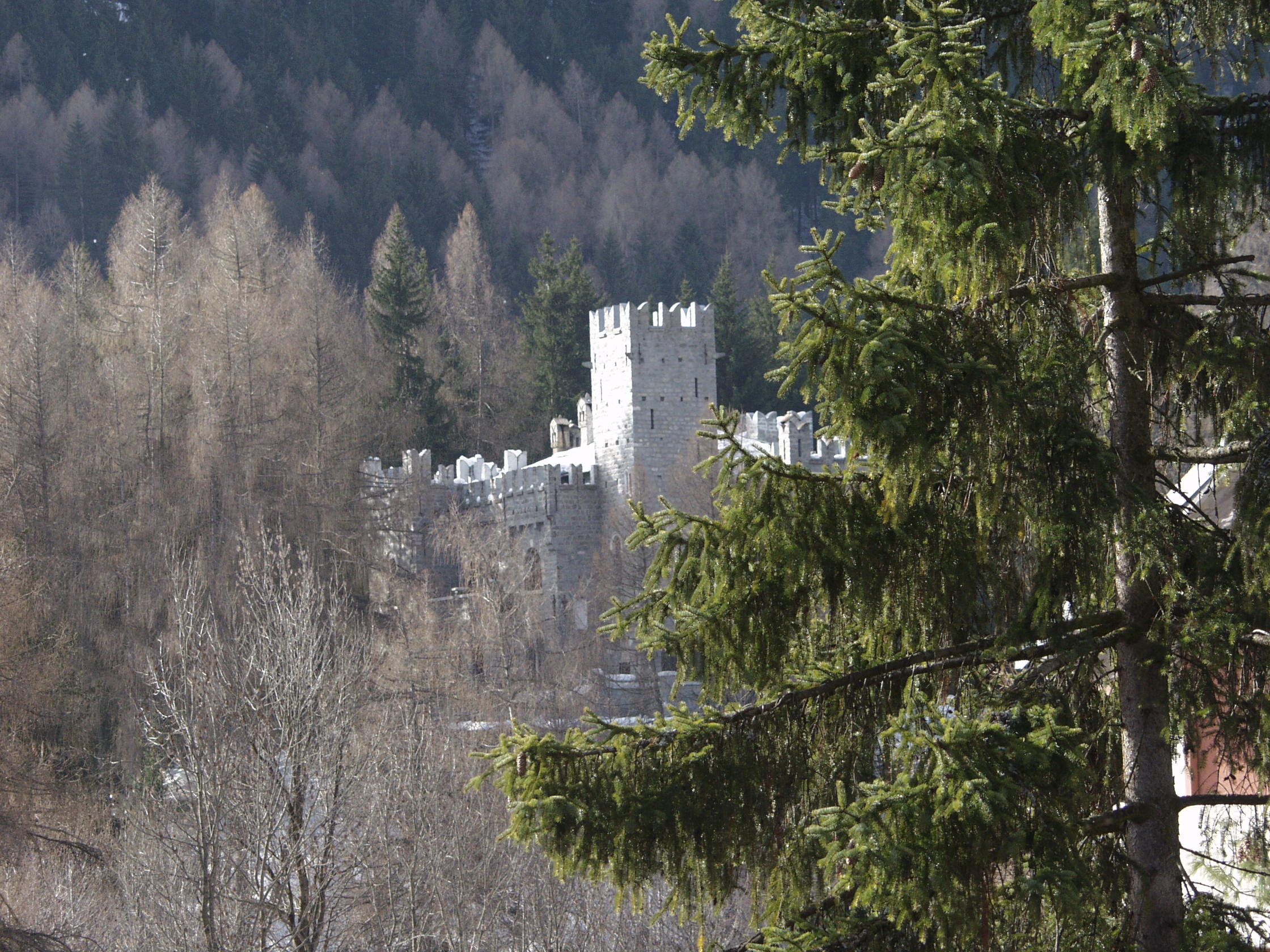
Hrad Castelpoggio

### Obyvatelstvo
Počet obyvatel se od poloviny 19. století udržuje na hodnotě kolem 1800. K mírnému navýšení došlo pouze v padesátých letech vlivem nárůstu dočasných pracovních sil, vyvolaných budováním turistického střediska. Hlavním zdrojem pracovních příležitostí jsou služby. Zemědělství se tradičně zakládá na pastvě a jeho hlavním produktem je tradiční kořeněný sýr Silter, zpracovávaný v místních provozovnách. Ten je spolu s červeným Val Camonica IGT základem lokální gastronomie.

## Sport a turistika
Na počátku 20. století se v Ponte di Legno začaly provozovat „sporty na sněhu“. V roce 1912 Italský turistický klub určil Ponte di Legno za první italské středisko pro zimní sporty a turistiku. Po druhé světové válce se Ponte di Legno stalo jedním z nejznámějších a nejoblíbenějších středisek zimní turistiky a od 50. let také turistiky letní. Slavným se stal skokanský můstek, který byl v roce 1951 mezi prvními v Evropě dějištěm závodů „beze sněhu“, kdy skokani dopadali na louku místo na zasněžený svah. První sedačková lanovka byla vybudována na úpatí Cima Salimo a vedla k jezeru Valbione ve stejnojmenné kotlině. Odtud se začaly budovat další tratě po hřbetech kotliny. V roce 2007 spojila Ponte di Legno sedačková lanovka se sjezdovkami na Passo Tonale. Od té doby lokalita nabízí v dosahu 30 vleků a lanovek 41 sjezdovek všech obtížností, 10 modrých, 25 červených a 6 černých, a to mezi nadmořskými výškami 1121 a 3016 metrů. V sedle Valbione i na vrcholu průsmyku Tonale se nachází běžkařské tratě. Stanice Huskyland mezi Tonale a Ponte di Legno nabízí podél slavného průsmyku projížďky se psími spřeženími.

Ponte di Legno i Tonale se od roku 1933 pravidelně objevují na trasách Giro d'Italia, často jako cílová místa etap. 

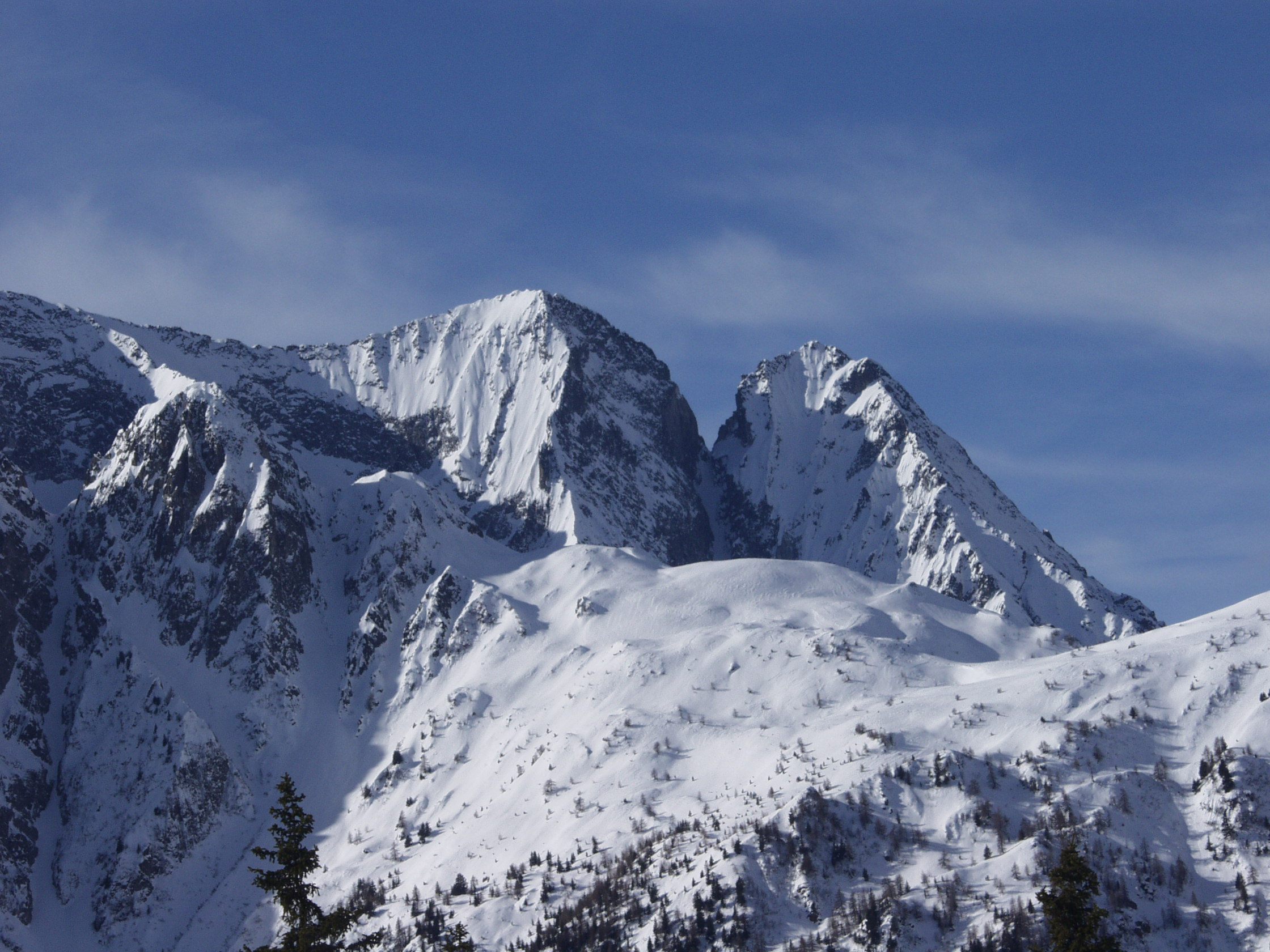
Zuby Corno Pornina provází blízké pohledy ze sjezdovky
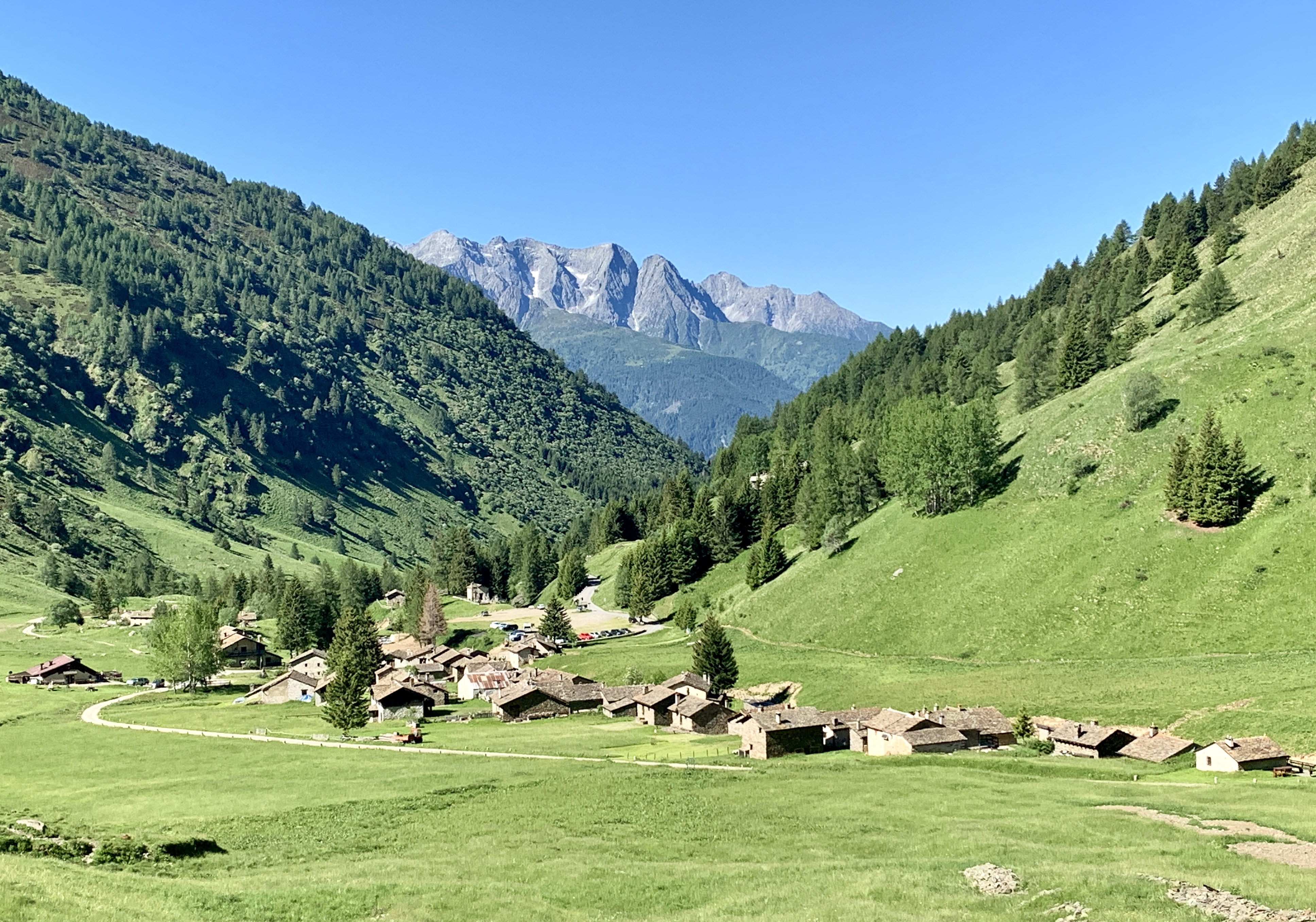
i daleké pohledy z údolí Torrente Frigidolfo.
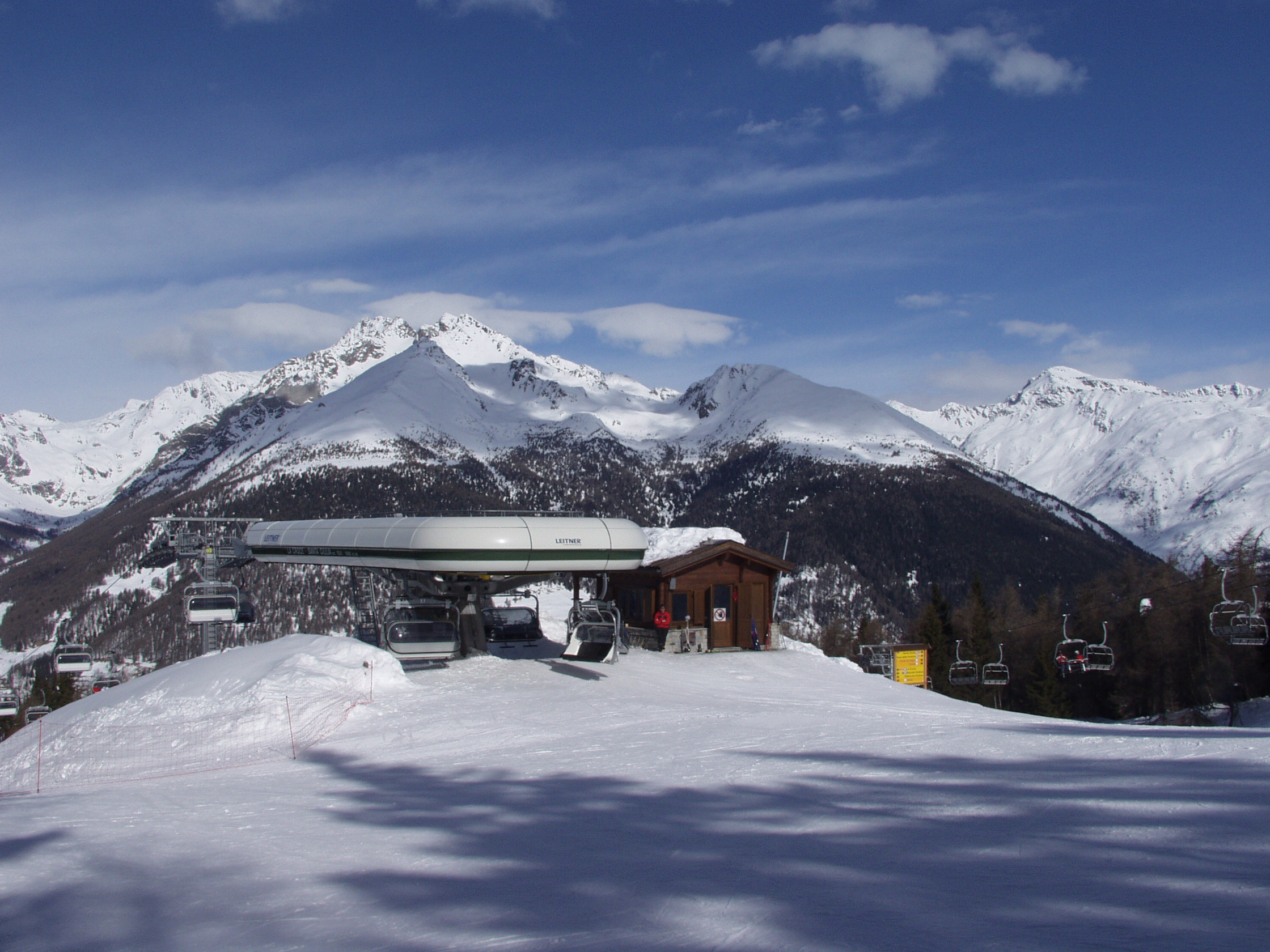
Vrchol sjezdovky nad Ponte di Legno
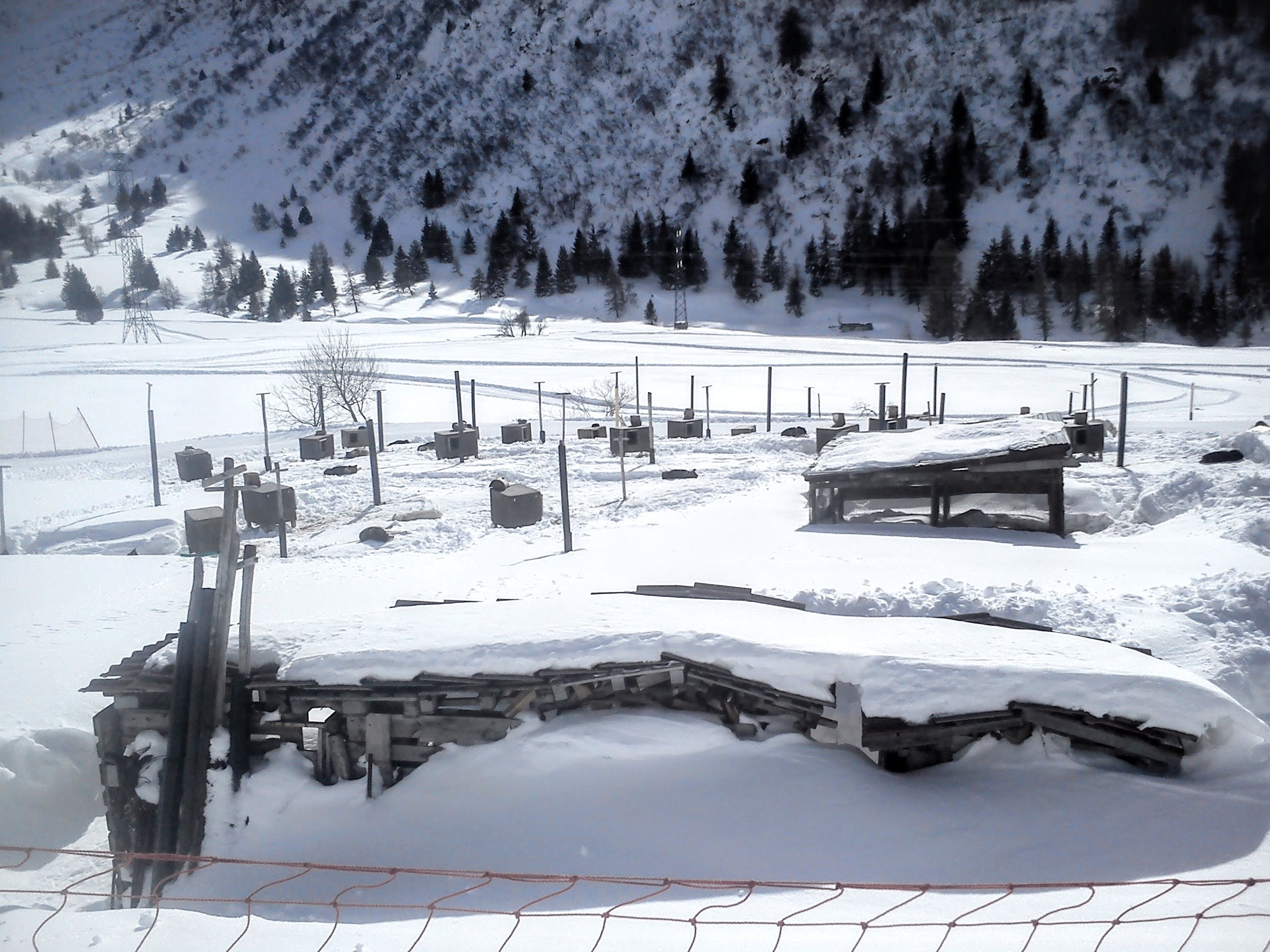
Huskyland v průsmyku Tonale
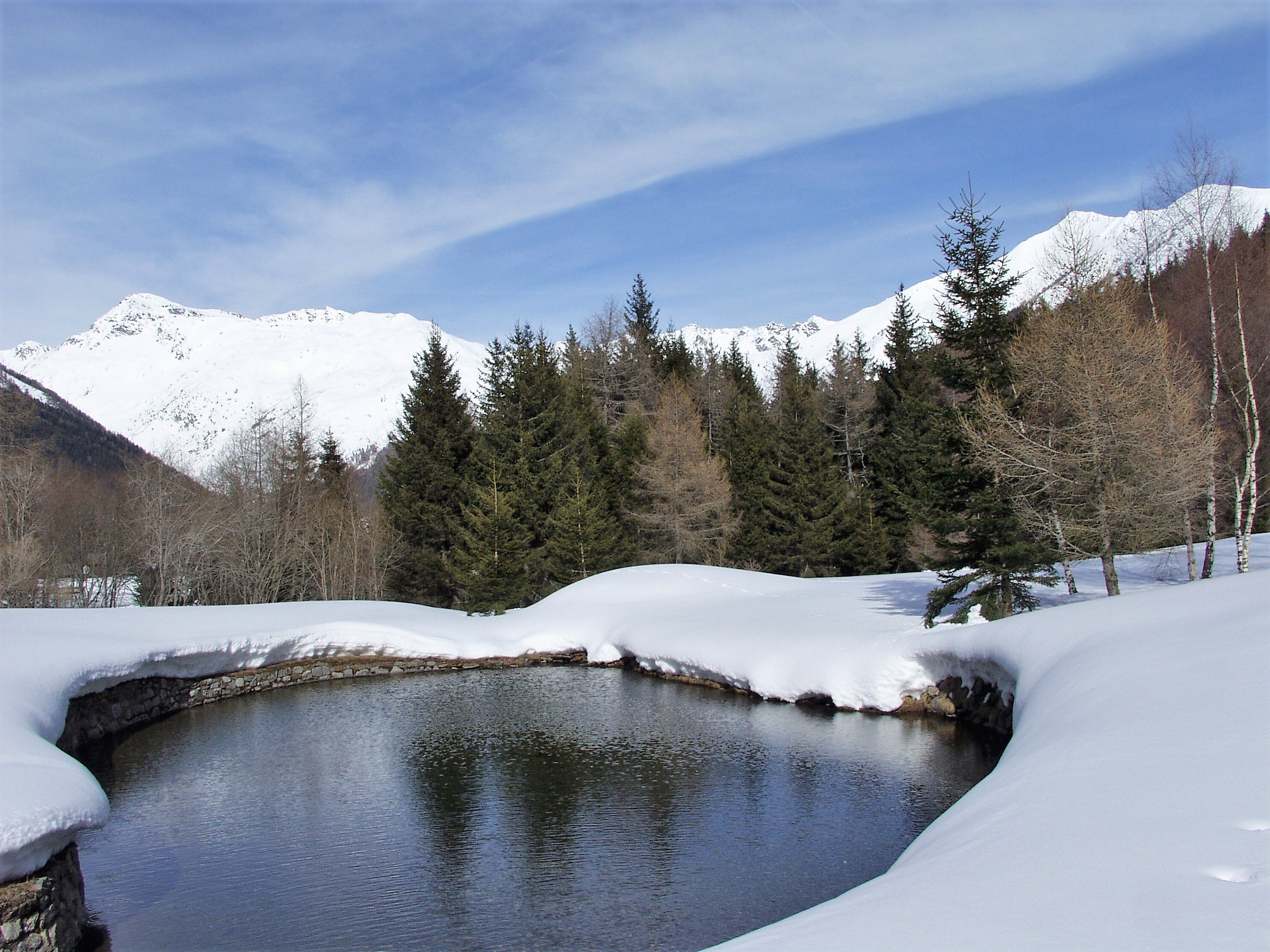
Jezírko Valbione
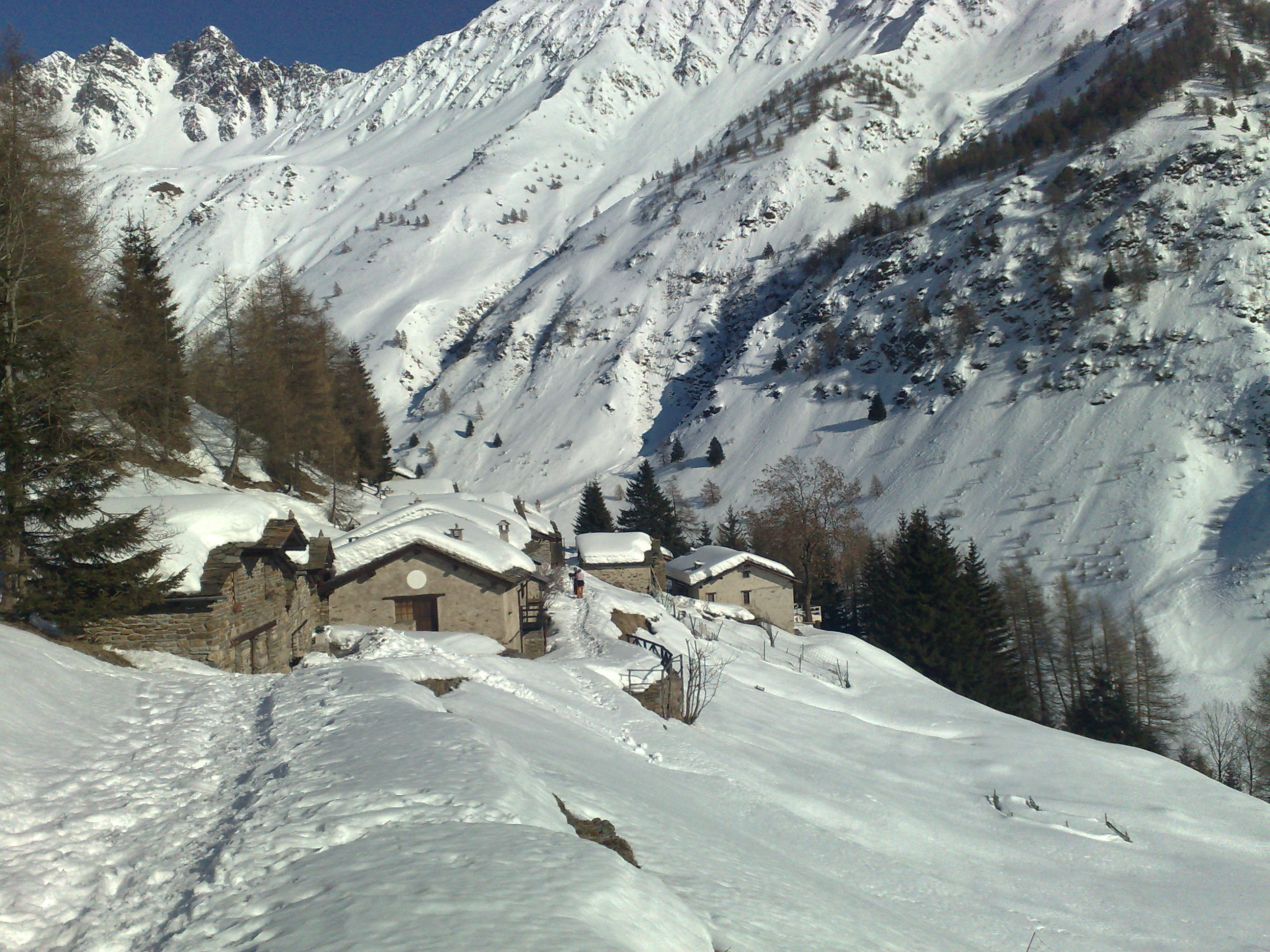
Stezka roklí v povodí Torrente Frigidolfo